# Grote beursfraude van 1814

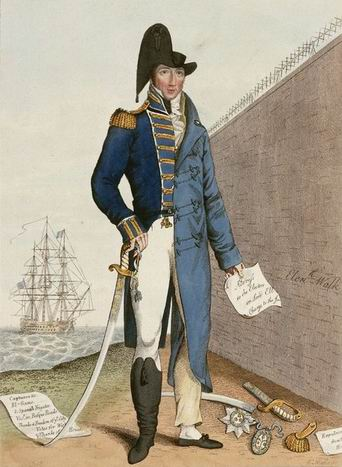
Karikatuur van Thomas Cochrane met aan de linkerkant hem als oorlogsheld, maar aan de rechterkant als de omlaag gevallen burger in een gevangenis.

De Grote beursfraude van 1814 was een hoax en een schandaal over nepnieuws aan het einde van de Napoleontische oorlogen die effect had op de Londense aandelenbeurs.

## Fraude
Op maandag 21 februari 1814 arriveerde kolonel Du Bourg, adjudant van William Catchcart in Dover vanuit Frankrijk. Daar maakte hij het nieuws bekend dat keizer Napoleon Bonaparte was overleden; hij was gedood door een groep kozakken. Het nieuws werd per semafoor naar de Admiraliteit in Londen verzonden, maar deze kon het bericht niet binnen krijgen vanwege mist. Nog voordat Du Bourg in Londen aankwam, gonsde het in de stad al van de geruchten. In de stad waren drie Franse officieren verschenen met de insignes van de Bourbons, waarbij ze de restauratie van de Bourbons proclameerden.
Om tien uur 's ochtends opende de Londense aandelenbeurs op het niveau waarop het een dag eerder was gesloten. Zodra het nieuws over de dood van Napoleon bekend raakte, steeg de prijs van de toonaangevende overheidshandelsaandelen omnium. In de loop van de middag was er nog geen officiële bekendmaking over Napoleons overlijden en begonnen de prijzen te dalen. Na de proclamatie van de Franse officieren steeg de prijs van het omnium opnieuw.
Toch bleef officieel nieuws over de dood van Napoleon en het einde van de oorlog uit. Uiteindelijk bracht de Britse overheid naar buiten dat Napoleon nog in leven was. Hierdoor veranderden de prijzen in de beurs weer naar hun normale prijspeil. Uiteindelijk bleek dat 1,1 miljoen pond aan overheidsaandelen die een week eerder waren verkocht weer werden verkocht op de beurs op het moment dat de prijzen gingen pieken.

## Berechting
De speculanten die deze aandelen verkochten waren admiraal Thomas Cochrane, zijn oom Andrew Cochrane-Johnstone, Richard Butt en enkele anderen en zij werden opgepakt. Du Bourg werd eveneens gearresteerd en bleek in werkelijkheid Charles Random de Berenger te zijn, een Franse officier in ballingschap die bankroet was en tevens in dienst van Cochrane. De profiteurs werden aangeklaagd en berecht. Aanvankelijk werd Cochrane veroordeeld tot het schandblok, maar de overheid vreesde rellen bij het aan de schandpaal nagelen van een oorlogsheld. Uiteindelijk kreeg Cochrane een geldboete van 1000 pond en een jaar gevangenisstraf.